# WTA Zhengzhou
Das WTA Zhengzhou  (offiziell: Zhengzhou Open) ist ab 2019 ein Tennisturnier der Women’s Tennis Association auf der WTA Tour, das in der Stadt Zhengzhou in der Volksrepublik China ausgetragen wird.

## Geschichte
Das Turnier wurde im Jahr 2014 gegründet und wurde bis 2016 als ITF-Turnier ausgetragen. In den Jahren 2017 und 2018 gehörte die Veranstaltung unter dem Namen Biyuan Zhengzhou Women’s Tennis Open der WTA Challenger Series an. Nach dem aus finanziellen Gründen erfolgten Verzicht der Organisatoren in New Haven auf die weitere Ausrichtung des bis 2018 dort stattfindenden Turniers der Kategorie Premier erhielt Zhengzhou den Zuschlag der WTA. Das Preisgeld beträgt 2019 eine Million Dollar, ab 2020 sollen es laut Zusage der Organisatoren 1,5 Millionen Dollar sein. Darüber hinaus soll bis zum Beginn des Turniers im September 2020 ein neues Stadion mit einer Kapazität von 8.000 Zuschauern fertiggestellt sein. 

## Siegerliste

### Einzel
| Jahr                   | Siegerin          | Finalgegnerin      | Ergebnis               |
| ---------------------- | ----------------- | ------------------ | ---------------------- |
| 2017                   | Wang Qiang        | Peng Shuai         | 3:6, 7:63, 1:1 Aufgabe |
| 2018                   | Zheng Saisai      | Wang Yafan         | 5.7, 6:2, 6:1          |
| ↓ Kategorie: Premier ↓ |                   |                    |                        |
| 2019                   | Karolína Plíšková | Petra Martić       | 6:3, 6:2               |
| ↓ Kategorie: 500 ↓     |                   |                    |                        |
| 2023                   | Zheng Qinwen      | Barbora Krejčíková | 2:6, 6:2, 6:4          |

### Doppel
| Jahr                   | Siegerinnen                       | Finalgegnerinnen                 | Ergebnis  |
| ---------------------- | --------------------------------- | -------------------------------- | --------- |
| 2017                   | Han Xinyun Zhu Lin                | Jacqueline Cako Julia Glushko    | 7:5, 6:1  |
| 2018                   | Duan Yingying Wang Yafan          | Naomi Broady Yanina Wickmayer    | 7:65, 6:3 |
| ↓ Kategorie: Premier ↓ |                                   |                                  |           |
| 2019                   | Nicole Melichar Květa Peschke     | Yanina Wickmayer Tamara Zidanšek | 6:1, 7:62 |
| ↓ Kategorie: 500 ↓     |                                   |                                  |           |
| 2023                   | Gabriela Dabrowski Erin Routliffe | Shūko Aoyama Ena Shibahara       | 6:2, 6:4  |